# هندريك هارت
هندريك هارت (بالهولندية: Hendrik Hart)‏ هو فيلسوف هولندي، ولد في 14 ديسمبر 1935.